# Zózimo Alves Calazães
Zózimo Alves Calazães, conegut com a Zózimo, (19 de juny de 1932 - 21 de juliol de 1977) fou un futbolista brasiler.

## Selecció del Brasil
Va formar part de l'equip brasiler a la Copa del Món de 1958.